# Darja Semeņistaja
Darja Semeņistaja, née le 16 septembre 2002, en Lettonie, est une joueuse lettone de tennis, professionnelle depuis 2020.

## Carrière
Darja Semeņistaja commence sa carrière en septembre 2020. Elle a remporté, à ce jour, quinze titres en simple et neuf en double sur le circuit ITF.
En 2021, elle remporte sept titres ITF sur douze tournois disputés dont trois d'affilée au Mexique. En juillet 2023, elle s'impose à Liepaja et Olomouc et est nommée joueuse du mois par la Fédération internationale.
En janvier 2024, elle remporte en double le tournoi WTA 125 de Canberra, associée à la Slovène Veronika Erjavec.
Le mois suivant, elle remporte son 1er titre WTA 125 à Mumbai en battant en finale l'Australienne Storm Hunter.

## Palmarès

### Titres en simple en WTA 125
| No | Date       | Nom et lieu du tournoi                                    | Catégorie | Dotation  | Surface      | Finaliste    | Score          |          |
| -- | ---------- | --------------------------------------------------------- | --------- | --------- | ------------ | ------------ | -------------- | -------- |
| 1  | 05-02-2024 | L&T Mumbai Open, Bombay                                   | WTA 125   | 115 000 $ | Dur (ext.)   | Storm Hunter | 5-7, 7-66, 6-2 | Parcours |
| 2  | 31-03-2025 | Open Internacional Femeni Solgironès, La Bisbal d'Empordà | WTA 125   | 115 000 $ | Terre (ext.) | Dalma Gálfi  | 5-7, 6-0, 6-4  | Parcours |

### Titres en double en WTA 125
| No | Date       | Nom et lieu du tournoi                  | Catégorie | Dotation  | Surface      | Partenaire       | Finalistes                    | Score            |          |
| -- | ---------- | --------------------------------------- | --------- | --------- | ------------ | ---------------- | ----------------------------- | ---------------- | -------- |
| 1  | 01-01-2024 | Workday Canberra International Canberra | WTA 125   | 115 000 $ | Dur (ext.)   | Veronika Erjavec | Kaylah McPhee Astra Sharma    | 6-2, 6-4         | Parcours |
| 2  | 09-09-2024 | Tiriac Foundation Trophy Bucarest       | WTA 125   | 115 000 $ | Terre (ext.) | Carole Monnet    | Aliona Bolsova Katarzyna Kawa | 1-6, 6-2, [10-7] | Parcours |

### Finales en double en WTA 125
| No | Date       | Nom et lieu du tournoi                                   | Catégorie | Dotation  | Surface      | Vainqueures                | Partenaire         | Score            |          |
| -- | ---------- | -------------------------------------------------------- | --------- | --------- | ------------ | -------------------------- | ------------------ | ---------------- | -------- |
| 1  | 30-12-2024 | Workday Canberra International Canberra                  | WTA 125   | 115 000 $ | Dur (ext.)   | Jaimee Fourlis Petra Hule  | Nina Stojanović    | 7-5, 4-6, [10-6] | Parcours |
| 2  | 31-03-2025 | Open Internacional Femeni Solgironès La Bisbal d'Empordà | WTA 125   | 115 000 $ | Terre (ext.) | Magali Kempen Anna Sisková | Nina Stojanović    | 7-61, 6-1        | Parcours |
| 3  | 14-07-2025 | ATV Bancomat Tennis Open Rome                            | WTA 125   | 115 000 $ | Terre (ext.) | Cho I-hsuan Cho Yi-tsen    | Ekaterine Gorgodze | 4-6, 6-4, [10-6] | Parcours |

## Parcours en Grand Chelem

### Simples dames
| Année | Open d'Australie | Open d'Australie | Internationaux de France | Internationaux de France | Wimbledon | Wimbledon             | US Open | US Open          |
| ----- | ---------------- | ---------------- | ------------------------ | ------------------------ | --------- | --------------------- | ------- | ---------------- |
| 2023  | —                | —                | Q1                       | Olivia Gadecki           | Q3        | Greet Minnen          | Q2      | Kimberly Birrell |
| 2024  | Q2               | Maya Joint       | Q2                       | Léolia Jeanjean          | Q1        | Tereza Martincová     | Q1      | Lea Bošković     |
| 2025  | Q1               | Carole Monnet    | Q1                       | Veronika Erjavec         | Q3        | Aliaksandra Sasnovich |         |                  |

N.B. : à droite du résultat se trouve le nom de l'ultime adversaire.

## Classements WTA en fin de saison
| Année          | 2019 | 2020 | 2021 | 2022 | 2023 | 2024 |
| Rang en simple | 1271 | 1106 | 551  | 254  | 135  | 121  |
| Rang en double | 1265 | 799  | 753  | 323  | 201  | 146  |

Source : (en) Classements de Darja Semeņistaja sur le site officiel de la Fédération internationale de tennis